# 库拉霍韦战役
库拉霍韦战役（烏克蘭語：Бої за Курахове）是俄罗斯入侵乌克兰期间,2024年10月-2025年1月俄罗斯武装部队和乌克兰武装部队为争夺库拉霍韦（俄语发音为库拉霍沃）控制权而进行的一场战斗。經過约兩個多月的作戰，俄軍成功佔領了库拉霍韦。

## 背景
2024年7月，俄罗斯武装力量在顿巴斯东南部取得了多项小胜。此后，俄罗斯军队的目标成为波克罗夫斯克，这是该地区主要的公路和铁路枢纽，以及乌克兰军队的重要补给枢纽。
8月，俄罗斯武装力量突破了乌克兰武装力量的防线，迅速向波克罗夫斯克推进10公里，同时从北部和东部逼近谢利多沃。俄罗斯武装力量与乌克兰武装力量发生接触，乌克兰增援部队抵达后，俄军进攻节奏放缓。9月5日，乌克兰武装部队总司令亚历山大·瑟尔斯基在接受CNN采访时表示，乌克兰武装部队成功阻止了俄军向波克罗夫斯克方向推进。俄罗斯军队将部分攻击转向南部的库拉霍沃方向。
10月1日武赫莱达尔失守后，南部战线经历了数周的相对平静，但在10月下旬，俄军发起了新的强大攻势。俄军分三路向北向库拉霍沃推进并迅速占领了沙赫乔尔斯科耶和博霍亚夫伦卡两个村庄。乌克兰指挥部已将第128山地突击旅的部队从扎波罗热调往沙赫乔尔斯科耶，但到目前为止，还没有成功阻止俄罗斯的进攻。失去库拉霍沃实际上意味着乌克兰在顿巴斯南部从大諾沃西爾卡到谢利多沃的防御将终结。
据乌克兰国防部称，为了守住库拉霍沃，乌克兰武装部队指挥部总共集中了26个营，总人数超过1.5万人，其中包括第79空中突击旅和第46空中机动旅，以及第5重型旅、第33旅和第157机械化旅。

## 战役经过
库拉霍韦战役于2024年10月16日打响，此前俄军在10月15日的进攻行动中成功夺取了附近的奥斯特里夫斯克村，从而拉开了战斗的序幕。俄军从库拉霍韦水库东岸的东北方向进入了该市的行政区域。这场战斗是俄军在顿巴斯和顿涅茨克州更大规模进攻的一部分，旨在夺取顿涅茨克州南部的经济和防御重镇，包括库拉霍韦和波克罗夫斯克等城市。
10月29日，俄军从东部进入库拉霍沃。
11月10日，俄军已经距库拉霍沃市中心約3公里。
11月11日，沃夫恰河上的库拉霍沃水库溃决，乌克兰方面指责是俄罗斯占领军的行动导致溃坝，俄方指责乌克兰军队为了迟滞俄军的包围而炸毁大坝。
11月12日，俄罗斯军队在库拉霍沃取得了重大进展，城东最后一道防线被攻破，俄军得以向市内推进1200多米。
11月15日，在攻占库拉霍沃水库北岸的伊林卡后，俄军继续沿岸推进，试图尽快到达斯塔耶特尔尼，以绕过库拉霍沃。
11月18日，新阿列克谢耶夫卡定居点解放后，从第聂伯河（原第聂伯罗彼得罗夫斯克）和红军城（乌克兰称波克罗夫斯克）通往库拉霍沃的道路处于俄军严格的火力控制之下。
11月19日，在库拉霍夫地区，俄军正在向伊丽莎白蒂夫卡西部和西北部以及特鲁多沃伊东南部推进，控制了该村以北约6平方公里的地区。
11月27日，俄方称库拉霍沃的乌克兰武装部队（AFU）人员正试图大规模撤离该市西郊的阵地。
12月5日，乌克兰武装部队（AFU）离开库拉霍沃的唯一道路库拉霍沃-扎波罗热高速公路实际上已被俄军切断。
12月15日，丹尼斯·普希林表示，乌克兰武装部队控制的库拉霍夫不超过20%。据他介绍，俄罗斯军队还在库拉霍夫以南的安诺夫卡村封锁了约200名乌克兰武装部队士兵。
12月21日，俄塔斯社称库拉霍沃的大部分地区都在俄罗斯武装部队的控制之下。俄军正在清理该市西部的一些阵地。乌克兰武装部队正试图在库拉霍夫斯卡亚热电厂的入口处坚守阵地。
12月22日，頓涅茨克人民共和國總統丹尼斯·普希林称俄罗斯军队实际上已将乌克兰武装部队赶出库拉霍夫市中心。
12月28日，頓涅茨克人民共和國顾问扬-加金（Ян Гагин）向 俄罗斯1电视台透露，俄罗斯军队几乎从乌克兰武装部队手中完全夺取了庫拉霍韋的居民区。
12月31日，战争研究所在其年度分析报告中证实俄军已完全控制庫拉霍韋。
2025年1月6日，俄羅斯國防部官方證實俄羅斯軍隊完全控制了庫拉霍韋。

## 战役结果和影响[32]
俄罗斯国防部称，在解放库拉霍沃期间的行动导致乌克兰方面损失了80%的人员（超过1.2万人），约3000件各种武器和军事装备，其中包括40辆坦克和其他装甲车。俄军建立对这一重要后勤枢纽的控制，使乌克兰武装部队在顿涅茨克方向的后勤和技术支持变得非常复杂，同时也无能力对顿涅茨克市进行炮击，在南顿涅茨克地区，乌克兰控制下的唯一大型定居点是大諾沃西爾卡。
占领库拉霍沃将使俄罗斯军队能够进一步向西推进到达博加特尔和大诺沃塞尔卡。战术意义是在扎波罗热地区东部建立了进攻的桥头堡，这将大大扩大俄罗斯军队的机动空间。俄罗斯军队将能够进一步向北部和西北推进，首先是保护俄军向波克罗夫斯克进攻部队的侧翼，其次是打击乌克兰南部部队的后方。俄罗斯军队将能够找到该地区乌克兰武装部队防御中最脆弱的地方。此外，对于乌克兰武装部队来说，从库拉霍沃撤退不仅可能导致顿巴斯西南部战线崩溃，而且可能导致波克罗夫斯克附近防线崩溃。